# Cliftonský visutý most
Cliftonský visutý most je silniční řetězový most v anglickém městě Bristol překlenující údolí řeky Avon.

## Historie
Dějiny mostu sahají do roku 1753, kdy zemřel místní kupec William Vick a zanechal po sobě 1000 liber, které měly být použity na výstavbu kamenného mostu, až se jejich hodnota úroky zvýší na 10 tisíc liber. V roce 1829 dosáhlo Vickovo dědictví hodnotu jen 8000 liber, kdežto náklady na stavbu kamenného mostu se odhadovaly na desetinásobek. Tehdy byla uspořádána soutěž na návrh mostu; zapojilo se do ní 22 architektů a inženýrů, včetně Samuela Browna (autora mj. mostu Union Bridge), Williama Tierneya Clarka (autora mj. mostu Széchenyi lánchíd v Budapešti) nebo Isambard Kingdoma Brunela. Původně bylo zamítnuto 17 z 22 návrhů zejména kvůli vzhledu nebo finančním nákladům; na konečný výběr byl pozván Thomas Telford, který zamítl zbývající návrhy protože tvrdil, že největší možné rozpětí je 176 m a byl požádán o vytvoření vlastního návrhu. Telford navrhoval 34 m široký most s vysokými gotickými pylony.
Namísto kamenného mostu měl být proto postaven visutý most ze svářkové oceli. V roce 1831 byla uspořádána druhá soutěž, ve které bylo podáno třináct soutěžních návrhů; v této soutěži vyhrál Brunellův návrh. Výstavba byla zahájena 21. června 1831, ale o několik dní později byla přerušena kvůli Bristolským nepokojům. Obnovená byla až 27. srpna 1836 a do vyčerpání financí v roce 1843 byly postaveny jen pylony, ale bez původně plánovaného obkladu v egyptském stylu a bez kamenných soch znázorňujících Sfingu na vrcholech. Brunell zemřel v roce 1859 a dokončení mostu se nedožil. Institution of Civil Engineers se po jeho smrti rozhodl sehnat finance na dokončení mostu, který měl tak sloužit jako památka na Brunella. O rok později byl zničen Brunellův visutý Hungerford Bridge v Londýně a řetězy z něj použity na Cliftonský most. Původní návrh byl mírně upraven Williamem Henrym Barlowem a Johnem Hawkshawem, kteří rozšířili mostovku a původní dvojité řetězy nahradili trojitými. Výstavba se znovu začala v roce 1862 a dokončena byla o dva roky později.
Most byl otevřen 18. prosince 1864. Hlavní rozpětí má délku 214.05 m, celková délka mostu je 412 m. Šířka mostu je 9.45 m a výška pylonů 26 m. Mostovka se nachází 75 m nad hladinou řeky Avon. V roce 1979 byl na mostě zorganizován první moderní bungee jumping.

## Galerie

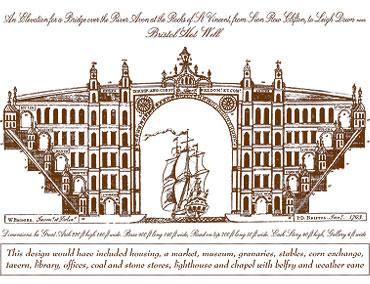
Návrh Williama Bridgese
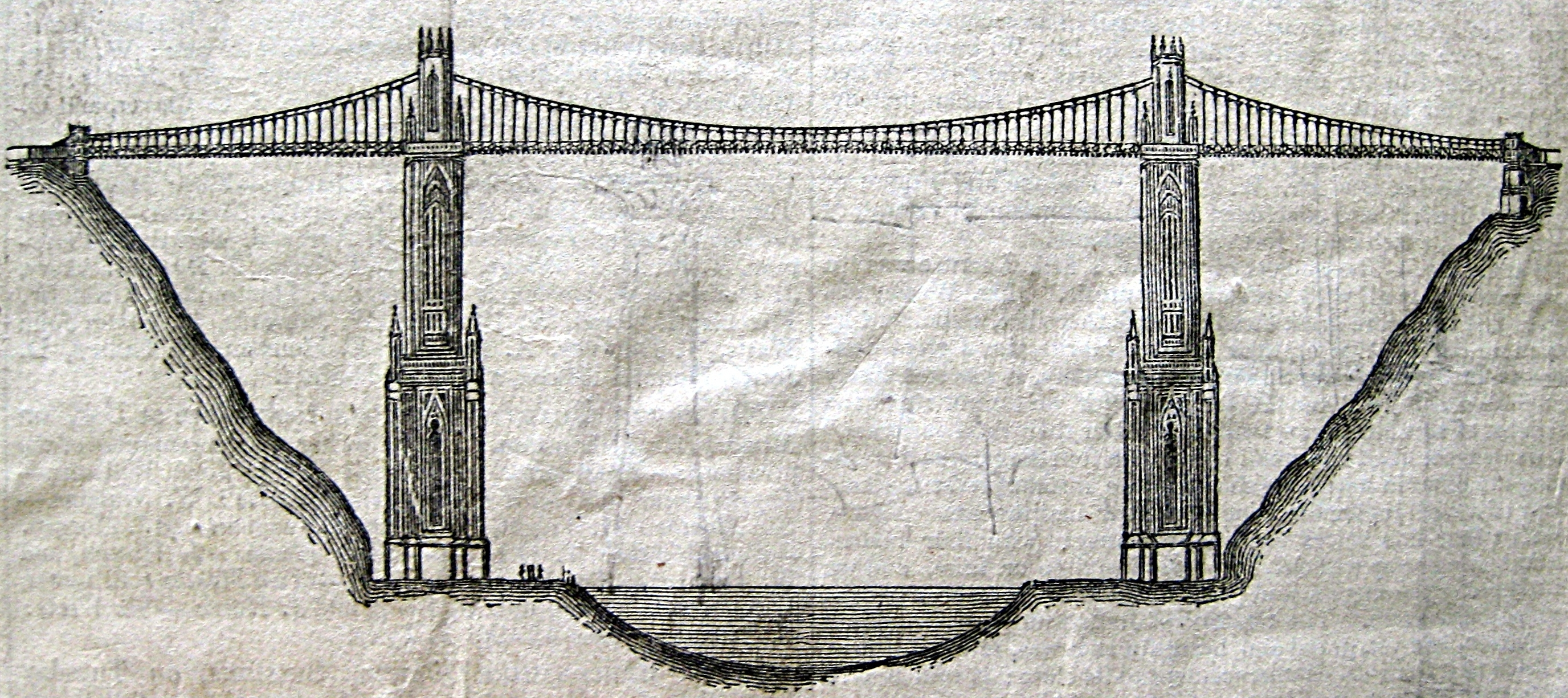
Návrh Thomase Telforda
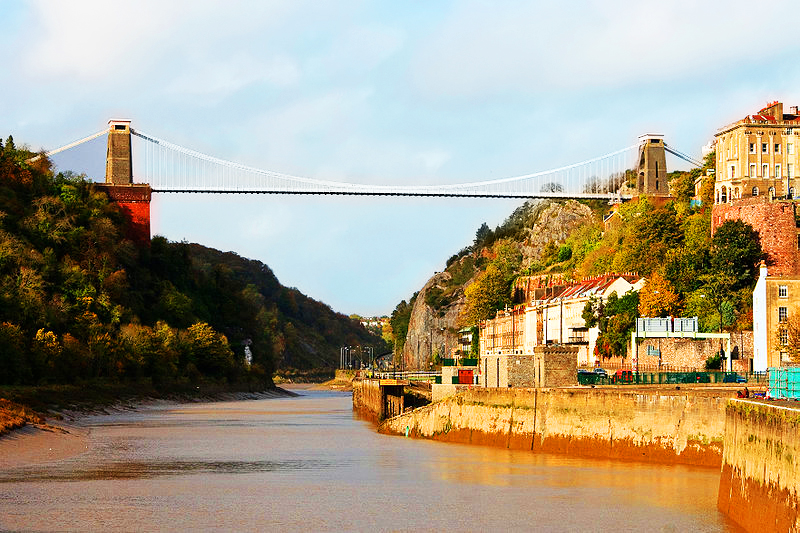
Pohled na most od řeky Avon